# Le Dindon (film 1951)
Le Dindon è un film del 1951 diretto da Claude Barma. La commedia originale di Georges Feydeau, su cui si basa la sceneggiatura del film, è stata adattata numerose volte per il grande e piccolo schermo.

## Trama
De Pontagnac, donnaiolo impenitente, si mette a corteggiare una bella signora che scoprirà essere la moglie di un suo vecchio amico che, rivedendolo dopo tanto tempo, ignaro di tutto, lo presenta senza alcun sospetto alla propria moglie.

## Produzione
Il film fu prodotto dalla Armor Films e dalla Silver Films.

## Distribuzione
Distribuito da Les Films Corona, il film uscì nelle sale cinematografiche francesi il 21 novembre 1951.